# Erysichton meiranganus
Erysichton meiranganus, även Erysichton meiranganus, är en fjärilsart som beskrevs av Johannes Karl Max Röber 1886. Erysichton meiranganus ingår i släktet Erysichton och familjen juvelvingar. Inga underarter finns listade i Catalogue of Life.